# Левая (партия, Германия)
«Левая», также «Левая партия» (нем. Die Linke; Linkspartei) — социалистическая левопопулисткая партия в Германии. Возникла 16 июня 2007 года путём слияния Партии демократического социализма, образованной в 1990 году из правившей в 1949 — 1990 годах в ГДР Социалистической единой партии Германии (СЕПГ), левой партии «Труд и социальная справедливость — Избирательная альтернатива», основанной в 2005 году выходцами из левого крыла Социал-демократической партии Германии (СДПГ), и левых, вышедших также из Социал-демократической партии.

## Политические принципы
24—25 марта 2007 года в Дортмунде на совместном конгрессе «Левой партии. ПДС» и партии «Труд и социальная справедливость — Избирательная альтернатива» были представлены «Ключевые программные тезисы». К выборам 2009 года партия приняла Федеральную избирательную программу.
Программа партии была принята в октябре 2011 года.
Партия «Левая» придерживается демократического социализма и стремится достичь «преодоления капитализма».
В «Ключевых программных тезисах» говорится о развитии солидарности и самоуправления трудящихся, перераспределении богатства посредством различных инструментов, включая повышение налогов для корпораций, крупного бизнеса и состоятельных людей, отказе от приватизации и введении минимальной заработной платы. В целом же, отмечается в «Тезисах», партия ориентирована на ниспровержение частной собственности и властных отношений, в которых, ссылаясь на известный афоризм Карла Маркса, «человек является униженным, порабощённым, беспомощным, презренным существом».
Что касается внешней политики, то «Левая» приветствует процесс европейской интеграции, выступает против всех форм подъёма милитаризма и за усиление роли Организации Объединённых Наций в международной политике. Партия выступает за демократизацию институтов ЕС и отказ от рыночной и неолиберально-ориентированной политики Европейского союза. «Левая» выступает против войны в Афганистане и Лиссабонского договора.

## Деятельность

### Предыстория
В 1917 году от Социал-демократической партии Германии откололось её левое крыло, образовав Независимую социал-демократическую партию Германии (НСДПГ), но годом позже от самой НСДПГ откололось уже её радикальное крыло, образовав Коммунистическую партию Германии (КПГ). В 1930 году НСДПГ, левое крыло СДПГ и правое крыло КПГ объединились в Социалистическую рабочую партию Германии (СРПГ), которая была запрещена в 1933 году. После 1945 года часть бывших членов СРПГ примкнула к СДПГ, часть к КПГ. В 1946 году КПГ и левые социал-демократы в Восточной Германии объединились на платформе ленинизма в Социалистическую единую партию Германии (СЕПГ). В 1948 в СДПГ оформилась другая левая группа, получившая название Социал-демократическое действие (СДД), в 1950 году СЕПГ и СДД вошли в Национальный фронт. В 1989 году СЕПГ отказалась от ленинизма и была переименована в Партию демократического социализма (ПДС), Национальный фронт самораспустился, а ленинистское крыло СЕПГ обособилось в Коммунистическую партию Германии.

### Партия демократического социализма (1989—2007)
В 1989 году председателем ПДС был избран Грегор Гизи. На парламентских выборах в Восточной Германии 1990 года ПДС заняла третье место, но на парламентских выборах 1990 года объединённой Германии ПДС получила менее 5 %. В 1993 году Грегор Гизи ушёл в отставку с поста председателя, новым председателем стал Лотар Биски, на парламентских выборах 1994 года ПДС опять набрала менее 5 %. На федеральных выборах 1998 года количество голосов, поданных за ПДС, превысило 5 %, а сама партия превратилась во вторую по силе на восточногерманских землях, но не могла распространить своё влияние на западногерманские. На выборах 2002 года ПДС в парламент не прошла что привело к отставке с поста председателя Габи Циммер (занимала его с 2000 года) и возвращению на эту должность Лотара Биски. На выборах 2005 года ПДС набрала почти 9 %.
Мы должны дать решительный отпор утверждениям буржуазных и оппортунистических сил, в особенности Партии европейских левых (ПЕЛ) и Die Linke, продвигающих позиции капитала в рядах рабочего класса.

### Современное состояние
В 2007 году ПДС объединилась с отколовшейся от СДПГ левой группой (Труд и социальная справедливость — Избирательная альтернатива (ТСС-ИА)) в партию «Левая», председателями Левой партии стали председатель ПДС Лотар Биски и председатель ТСС-ИА Оскар Лафонтен, заместителями председателя партии — Катя Киппинг и Клаус Эрнст. На федеральных выборах 2009 года «Левая» получила 11,9 % голосов и 76 депутатских мандатов (из 622) — 16 по одномандатным округам и 60 по партийному списку. Партия пользуется значительно большей поддержкой на территории бывшей ГДР и в земле Саар (родина Оскара Лафонтена), чем в среднем по стране. В землях Бранденбург и Саксония-Анхальт партия получила относительное большинство голосов (больше, чем любая другая партия) — 28,5 % и 32,4 % соответственно. Минимальное число голосов за партию было отдано в земле Бавария (6,5 %). Тем самым «Левая» намного улучшила прежний результат своей предшественницы — Партии демократического социализма. В 2009 году партия также приняла участие в выборах в Европарламент, получив поддержку 7,5 % немецких избирателей и в итоге — 8 мест. Всего в последнем Европарламенте общее число депутатских кресел составило 736, из них Германии было отведено 99.
В 2010 году Оскар Лафонтен из-за болезни ушёл в отставку, вместе с ним ушёл в отставку и Лотар Биски. Вместо них председателями партии были избраны бывший районный председатель ПДС в Лихтенберге Гезине Лётч и бывший федеральный секретарь ТСС-ИА Клаус Эрнст, заместителями председателя — Галина Вавциняк, Катя Киппинг, Сара Вагенкнехт (от ПДС), Хайнц Бирбаум (от ТСС-ИА). В 2012 году Гезине Лётч ушла в отставку из-за болезни мужа и председателями партии были избраны бывший заместитель Председателя ПДС Катя Киппинг и бывший член земельного правления ТСС-ИА в Баден-Вюртемберге Берндт Риксингер, заместителями председателя — Сара Вагенкнехт, Карен Лай (от ПДС), Аксель Троост (от ТСС-ИА), Ян ван Акен (вступил после объединения ПДС и ТСС-ИА).
Ряд деятелей и течений «Левых» находятся под секретной слежкой Федеральной службы защиты конституции Германии, находящей «экстремистским», в частности, заявление Лотара Биски о том, что партия продолжает считать своей целью демократический социализм. Надзор над всей организацией «Левых» установлен в четырёх западных землях, контролируемых ХДС/ХСС; практически по всей стране он ведётся над «Коммунистической платформой».

## Структура партии
Партия состоит из земельных федераций (Landesverband) по одной на землю, земельные союзы из районных федераций (Kreisverband) по одной на район или независимый город, крупные районные союзы могут делиться на местные федерации (Ortsverband) по одной на город, общину или городской округ.
Высший орган — съезд (Parteitag), между партийными съездами — Федеральный комитет (Bundesausschuss), между федеральными комитетами — правление (Parteivorstand), состоящее из председателя партии (Parteivorsitzender), заместителей председателя партии (stellvertrende Parteivorsitzende), управляющего делами (Bundesgeschäftsführer), казначея (Bundesschatzmeister) и членов правления, высший контрольный орган — Федеральная арбитражная комиссия (Bundesschiedskommission), высший ревизионный орган — Федеральная финансовая ревизионная комиссия (Bundesfinanzrevisionskommission), существует также консультативный орган — Совет старейшин (Ältestenrat).
На учредительном съезде партии 16 июня 2007 года председателями были избраны Лотар Биски и Оскар Лафонтен. 23 января 2010 года Лафонтен заявил об отказе от своего места в бундестаге и уходе с поста сопредседателя партии на федеральном уровне из-за болезни. Лотар Биски, в свою очередь заявил, что не будет выдвигать свою кандидатуру на предстоящем съезде «Левых» в мае 2010 года. В мае 2010 года партию возглавили Гезине Лётш и Клаус Эрнст. Заместителями председателя (stellvertretender Parteivorsitzender) партии на конец 2010 года являются: Галина Вавциняк, Катя Киппинг, Сара Вагенкнехт, Хайнц Бирбаум. Должности федеральных секретарей (Bundesgeschäftsführer) партии занимают Вернер Дрейбус и Карен Лай, федерального казначея (Bundesschatzmeister) — Раджу Шарма. Всего в состав Правления партии (Parteivorstand) входит 44 человека Фракцию «Левых» в Бундестаге возглавляет Грегор Гизи.
Земельные федерации
Земельные федерации соответствуют землям.
Высший орган районной федерации — земельный съезд (Landesparteitag), между земельными съездами — земельный комитет (Landesausschuss), между земельными комитетами — земельное правление (Landesvorstand), состоящее из председателя земельного правления (Landesvorsitzender),  заместителя председателя земельного правления (stellvertretende Landesvorsitzende), управляющего делами земельного союза (Landesgeschäftsführer), казначея земельного союза (Landesschatzmeister) и членов земельного правления, земельный контрольный орган земельного союза — земельная арбитражная комиссия (Landesschiedskommission), ревизионный орган земельного союза — земельная финансовая ревизионная комиссия (Landesfinanzrevisionakommission).
Районные федерации
Районные федерации соответствуют районам и внерайонным городам.
Высший орган районной федерации — районное общее собрание (Kreismitgliederversammlung), в особо крупных районных союзах — районный съезд (Kreisparteitag), между районными общими собраниями — районное правление (Kreisvorstand), состоящее из председателя районного правления (Kreisvorsitzender), заместителя председателя районного союза (stellvertrende Kreisvorsitzende), управляющего делами районного союза (Kreisgeschäftsführer), казначея районного союза (Kreisschatzmeister) и членов районного правления, ревизионный орган районного союза — районная финансовая ревизионная комиссия (Kreisfinanzrevisionskommission).
Местные союзы
Местные союзы соответствуют городам, общинам и городским округам
Высший орган местного союза — местное общее собрание (Ortsmietgliederversammlung), между общими собраниями — местное правление (Ortsvorstand), состоящее из высшее председателя местного союза (Ortsvorsitzender), заместителей председателя (stellvertrende Ortsvorsitzende) и казначей местного союза (Ortsschatzmeister) и членов.

### Смежные организации
- «Левая молодёжь — Солид» (Linksjugend Solid),
- Социалистическая демократическая студенческая организация (Sozialistisch-demokratischer Studierendenverband, Die Linke.SDS)
- Открытая экономическая организация малого и среднего бизнеса, фрилансеров и самозанятых (Offener Wirtschaftsverband von kleinen und mittelständischen Unternehmen, Freiberuflern und Selbständigen, OWUS)
- Образовательное сообщество SALZ (Bildungsgemeinschaft SALZ)
- Межпартийные организации — «Cuba Sí» и Экологическая платформа (Ökologische Plattform)

Смежные организации
Смежные организации (Dachverband) состоят из земельных федераций (Landesverband), крупные земельные федерации могут делиться на первичные организации (Basisgruppe) (Die Linke.SDS — университетские группы (Hochschulgruppe)).
Высший орган смежной организации — общее собрание (Mitgliederversammlung), в крупных смежных организациях — съезд (Bundeskongress в Левой молодёжи и Die Linke.SDS) (в OWUS - конференция (Dachverbandskonferenz)), между съездами — совет земельных союзов (Länderrat) (только в крупных смежных организациях, в мелких смежных организациях данное звено отсутствует), между советами земельных союзов — правление (BundessprecherInnenrat в Левой молодёжи, Bundesvorstand в Die Linke.SDS, Vorstand в OWUS), исполнительные органы смежной организации — федеральные рабочие клубы (Bundesarbeitskreis) (существуют только в крупных смежных организациях), состоящее из председателя (Vorsitzender в OWUS, BundessprecherIn в Левой молодёжи) (в Die Linke.SDS действует коллегиальная дирекция (Bundesgeschäftsführung)),  казначея (Bundesschatzmeister) и членов правления, высший контрольный орган смежной организации — федеральная арбитражная комиссия (Bundesschiedskommission) (существуют только в крупных смежных организациях), высший ревизионный орган смежной организации — ревизионная комиссия (Kassenprüfungskommission) (в Die Linke.SDS) или ревизоры (KassenprüferIn) (в Левой молодёжи).
Земельные федерации смежных организаций
Высший орган земельной федерации смежной организации — земельное общее собрание (Landesmitgliederversammlung, в Левой молодёжи Баден-Вюртемберга, Северного Рейна-Вестфалии и Бремена — Landesvollversammlung, в Левой молодёжи Тюрингии — Landesjugendtreffen) (в Левой молодёжи Саксонии — земельный молодёжный пленум (Landesjugendplenum)), между земельными общими собраниями — земельный координационный совет (Koordinierungsrat) (в Левой молодёжи Саксонии-Анхальт — совет местных групп (Ortsgruppenrat), в Левой молодёжи Нижней Саксонии — совет первичных групп (Basisgruppenrat), в Левой молодёжи Северного Рейн-Вестфалии — земельный совет (Landesrat), в Саарланде — совет первичек (Basisrat), в Левой молодёжи Шлезвиг-Гольштейна, Баден-Вюртемберга, Мекленбург-Передней Померании и Бремена данное звено отсутствовало), между земельным координационными советами — земельный совет спикеров (LandessprecherInnenrat) (в Левой молодёжи Саксонии — совет уполномоченных (Beauftragtenrat)), состоящий из председателя земельного совета спикеров (Landessprecher), казначея земельного союза (Landesschatzmeister), ревизора земельного союза (Landeskassenprüfer) и членов земельного совета спикеров, у земельных федераций Левой молодёжи существуют земельные арбитражные комиссии.
Первичные организации смежных организаций
Первичные организации соответствуют одному или нескольким районам или одному или нескольким городам земельного подчинения. В некоторых районах и городах земельного подчинения имеющих много членов смежной организации на уровне этого района или города районного подчинения может быть создан районный союз, а на уровне общин, городов районного подчинения или городских районов — базовые группы
Высший орган первичной организации смежной организации — общее собрание (mitgliederversammlung, а также — gesamtmitgliederversammlung, stadtjugendtreffen, stadtjugendtag, basisgruppentreffen), в крупных базовых группах между общими собраниями могут действовать — совет спикеров (SprecherInnenrat), правление (Vorstand) или координационный совет (Koordinierungskreis), многие первичные организации имеют исполнительные органы — рабочие группы (Arbeitskreis, Arbeitsgruppen), должностные лица — казначей базовой группы (SchatzmeisterInnen или Kreisgeschäftsführerin), крупные базовые группы могут также иметь спикера (OrtssprecherInnen, Jugendpolitischen Sprecher ), в крупных базовых группах — контроллёр базовой группы (KassenprüferIn).
Рабочие группы Левой молодёжи
- Рабочая группа антимилитаризма и мира (BAK Antimilitarismus und Frieden)
- Рабочая группа феминизма (BAK Feminismus)
- Рабочая группа профессиональных союзов (BAK Gewerkschaften)
- Рабочая группа кризисов (BAK Krise)
- Рабочая группа сетевой политики (BAK Netzpolitik)
- Рабочая группа «Без границ» (BAK No Borders)
- Рабочая группа «Революционная левая» (BAK Revolutionäre Linke)
- Рабочая группа «Шалом» (BAK Shalom)
- Рабочая группа «YOUR TURN» (BAK YOUR TURN)[36]

### Федеральные рабочие сообщества
- Левое социалистическое рабочее содружество женщин (LInke Sozialistische Arbeitsgemeinschaft der Frauen, LISA)
- Федеральное рабочее сообщество производства и профессиональных союзов (BAG Betrieb & Gewerkschaft)
- Федеральное рабочее сообщество образовательной политики (BAG Bildungspolitik)
- Федеральное рабочее сообщество пенсионеров (BAG Senioren)
- Федеральное рабочее сообщество квиров (BAG DIE LINKE.queer)
- Федеральное рабочее сообщество мира и интернациональной политики (BAG Frieden und internationale Politik)
- Федеральное рабочее сообщество здравоохранения и социальных вопросов (BAG Gesundheit und Soziales)
- Федеральное рабочее сообщество базового дохода (BAG Grundeinkommen)
- Федеральное рабочее сообщество Harz IV (BAG Hartz IV)
- Федеральное рабочее сообщество муниципальной политики (BAG Kommunalpolitik)
- Федеральное рабочее сообщество миграции, интеграции и антирассизма (BAG Migration, Integration und Antirassismus)
- Федеральное рабочее сообщество красных репортёров (BAG Rote Reporterinnen und Reporter)
- Федеральное рабочее сообщество по вопросам инвалидов (BAG Selbstbestimmte Behindertenpolitik)
- Федеральное рабочее сообщество антифашизма (BAG Antifaschismus)
- Федеральное рабочее сообщество левых предпринимателей (BAG Linke Unternehmerinnen und Unternehmer)
- Федеральное рабочее сообщество сетевой политики (BAG Netzpolitik)
- Федеральное рабочее сообщество градостроительной и жилищной политики (BAG Städtebau- und Wohnungspolitik)
- Федеральное рабочее сообщество защиты животных (BAG Tierschutz)
- Рабочее сообщество христиан (AG Christinnen und Christen)
- Рабочее сообщество экономической политики (AG Wirtschaftspolitik)
- Рабочее сообщество этнических меньшинств (AG Ethnische Minderheiten)
- Рабочее сообщество аграрной и сельской политики (AG Agrarpolitik und ländlicher Raum)[37]

Высший орган федерального рабочего сообщества — общее собрание (Mitgliederversammlung, Gesamtmitgliederversammlung) или собрание уполномоченных (Delegiertenversammlung), в крупных федеральных рабочих сообщества между общими собраниями или собраниями уполномоченных действует правление (SprecherInnenrat). Крупные федеральные рабочие сообщества делятся на земельные рабочие сообщества (Landesarbeitsgemeinschaft), земельные рабочие сообщества на рабочие группы (Arbeitsgruppe, Arbeitskreis). Высший орган земельного рабочего сообщества — общее собрание (Gesamtmitgliederversammlung), между общими собраниями — правление (Sprecherrat).

### Течения внутри партии
- «Антикапиталистическая левая» (Antikapitalistische Linke) — радикальное левое течение партии, выступающее против всех форм капитализма. Объединяет противников и критиков участия «Левых» в коалиционных правительствах, в том числе с социал-демократами. Наиболее известными представителями течения являются: бывший депутат Европарламента Тобиас Пфлюгер, бывшие депутаты Бундестага Корнелиа Хирш и Улла Епке, члены Правления партии депутат Бундестага Сара Вагенкнехт, депутат Европарламента Сабина Лёзинг и Тиес Глейсс. Руководство группой осуществляют общее собрание, совет земель (länderrat) и федеральное правление (bundessprecherInnenrat)[44].
- «Коммунистическая платформа» (Kommunistische Plattform) — марксистское течение, выступающее за «строительство нового социалистического общества, используя позитивный опыт „реального социализма“ и учитывая его ошибки». Ключевыми лидерами платформы являются Сара Вагенкнехт и Матиас Бэрвольф. Руководство платформой осуществляют федеральная конференция, федеральный конституционный совет (bundeskoordinierungsrat) и федеральное правление (bundessprecherrat);
- «Эмансипативная левая» (Emanzipatorische Linke, Ema.Li) — течение, базирующееся на принципах либертарного социализма и тесно связанное с поддержкой социальных движений. Официальными представителями течения являются Кристофер Шпер и Юлия Бонк, избранная в саксонский ландтаг в возрасте 18 лет и ставшая самым молодым депутатом в Германии. Также к числу известных сторонников течения относятся заместитель председателя партии Катя Киппинг и член Правления партии Карен Лэй.
- «Социалистическая левая» (Sozialistische Linke) — течение, включающее левых кейнсианцев (преимущественно с социал-демократическим прошлым) и еврокоммунистов, ориентировано на работу внутри профсоюзного движения. Ключевыми фигурами в течении являются депутаты бундестага Дитер Дем и Кристина Бухгольц, а также депутаты Европарламента Томас Хендель и Юрген Клуте. Бухгольц и Клуте также являются членами Правления партии. На международном уровне ориентируется на итальянскую Партию коммунистического возрождения и нидерландскую Социалистическую партию. Руководство группой осуществляют федеральное общее собрание, федеральный комитет и федеральное правление (BundessprecherInnenrat)[45]
- «Демократический социалистический форум» (Forum demokratischer Sozialismus) — течение демократических социалистов, сторонников участия в коалиционных правительствах. Идеологически близко к течению «Реформаторская левая сеть». Наиболее известными представителями течения являются члены Правления партии Стефан Либих, Инга Нитц и Карен Лай.
- «Реформаторская левая сеть» (Netzwerk Reformlinke) — течение, близкое к социал-демократическим позициям, поддерживает совместную деятельность с Социал-демократической партией Германии и «Союзом 90/Зелёные», в том числе участие в коалициях с ними. Наиболее известными фигурами этого течения являются депутаты бундестага Петра Пау, член правления партии Ян Корте, Стефан Либих и заместитель председателя партии Галина Вавциняк.

### Внешние союзники
С «Левой» сотрудничают, оказывают электоральную поддержку или непосредственно участвуют в деятельности партии следующие левые группы:
- Германская коммунистическая партия — бывшая просоветская компартия, созданная в 1968 году вместо запрещённой КПГ. После объединения Германии многие активисты КПГ перешли в ПДС; на федеральных выборах 2005 года партия поддержала «Левую партию — ПДС». В 2008 году разразился политический скандал, когда было объявлено по телевидению, что избранная по списку «Левых» в ландтаг Нижней Саксонии Кристель Вегнер в интервью выступила с оправданием Берлинской стены и штази. В адрес руководства «Левых» посыпались обвинения, и партия дистанцировалась от предполагаемых высказываний Вегнер, исключив её из партийной фракции в ландтаге.
- Социалистическая альтернатива (SAV) — секция троцкистского Комитета за рабочий интернационал, ранее действовавшая на западногерманских землях внутри Jusos (молодёжки СДПГ) и партии «Труд и социальная справедливость — Избирательная альтернатива» (WASG). Как и «Linksruck», тесно сотрудничает с молодёжным движением и антифа. Лицо Социалистической альтернативы — молодая активистка Люси Редлер («Красная Люси») — изначально пыталась проводить независимую политику и повела на выборы в берлинскую палату депутатов отдельный от «Левой партии — ПДС» список WASG, чтобы не допустить продолжения местной коалицией СДПГ и ПДС неолиберального курса. Попытавшись создать новую региональную партию — «Берлинскую альтернативу за солидарность и сопротивление» — и инициировав создание «Сети левой оппозиции», объединившей леворадикальных противников объединения WASG и ПДС, Люси Редлер, в конце концов, подчинилась решению SAV и вступила в берлинскую ячейку партии «Левая», но руководство последней в лице Клауса Эрнста отказало ей в членстве.
- «Сдвиг влево» («Linksruck»), ныне «Маркс 21 — Сеть за международный социализм» — секция Международной социалистической тенденции, сторонники массовой политики. Разочаровавшись в энтризме в молодёжные структуры СДПГ, активисты «Сдвига влево» приветствовали образование WASG и её объединение с ПДС в политическую силу левее социал-демократии. «Сдвиг влево» поддерживает платформу «Социалистических левых». 1 сентября 2007 года «Сдвиг влево» объявил о формальном самороспуске, сконцентрировавшись на партийной деятельности, и приступил к выпуску нового журнала «marx21». Представительница этой тенденции Кристин Буххольц входит в состав национального правления «Левых».
- Международная социалистическая левая (МСЛ) — одна из двух немецких секций Четвёртого интернационала (наряду с Революционной социалистической лигой). Функционеры МСЛ сотрудничали с WASG и антиглобалистским движением. В отличие от РСЛ, активно участвует в работе партии «Левая». В 2006 году МСЛ стали инициаторами подписания Манифеста антикапиталистических левых, вокруг которого сформировалось соответствующее течение «Левых». Член МСЛ Тиес Глейсс является координатором «Антикапиталистических левых» и входит в состав правления «Левых»[46].
- Ассоциация за единую перспективу (VsP) — образованная в 1986 году в результате объединения троцкистской Международной марксистской группы и маоистско-ходжаистской Коммунистической партии Германии/Марксистско-ленинской ультралевой партии, включающей МСЛ в качестве фракции. VsP поддерживает «Левых», начиная с федеральных выборов 2005 года.

### Международные связи
Партия является коллективным членом партии Европейские левые, участвует в работе форума Новых европейских левых Партия является единственной партией, представляющей ФРГ в Европейской левой партии на основе постоянного членства.

### Фонд Розы Люксембург
«Левая», как и остальные ведущие политические партии Германии, поддерживает связи с неправительственным политическим фондом. Им является Фонд Розы Люксембург, основанный на базе зарегистрированного в 1990 году общества критической социально-философской мысли «Анализ общества и политическое просвещение». Идейно примыкая сначала к Партии демократического социализма, а ныне — к «Левым», Фонд Розы Люксембург работает независимо и самостоятельно, тесно сотрудничает с левыми земельными фондами и обществами во всех федеральных землях.
Фонд занимается политическим просвещением, культурной деятельностью и анализом общественного развития. Фонд организует общественно-гражданское просвещение, распространяет знания об общественных взаимосвязях в условиях глобального, противоречивого мира; является площадкой для критического анализа современного состояния общества; является центром программных дискуссий о демократическом социализме, отвечающем требованиям времени; представляет собой в Федеративной Республике Германии и в международном плане форум для диалога между левыми социальными движениями и организациями, интеллектуалами и неправительственными организациями; поддерживает молодых учёных в форме предоставления учебных и аспирантских стипендий; поощряет самоопределяющуюся общественно-политическую активность и поддерживает выступления за мир и взаимопонимание между народами, против фашизма и расизма, за социальную справедливость и солидарность между людьми.
В штаб-квартире Фонда Розы Люксембург в Берлине сотрудничают около 100 человек. Отделения Фонда открыты в Брюсселе, Варшаве, Москве, Сан-Паулу, Мехико, Йоханнесбурге, Тель-Авиве, Иерусалиме (Рамалла), Пекине и Ханое.

## Председатели
- Лотар Биски и Оскар Лафонтен (2007—2010)
- Гезине Лётш и Клаус Эрнст (2010—2012)
- Катя Киппинг и Бернд Рексингер (с 2012)
- Янине Висслер и Сюзанна Хеннинг-Велльсов (с 2021)

## Результаты участия в выборах

### Федеральные и европейские выборы
| Год выборов                      | Процент голосов избирателей | Число прошедших депутатов | Общее число депутатов  |
| Выборы в бундестаг 2009 года     | 11,9 %                      | 76                        | 622                    |
| Выборы в Европарламент 2009 года | 7,5 %                       | 8                         | 736 (от Германии — 99) |
| Выборы в бундестаг 2013 года     | 8,6 %                       | 64                        | 630                    |
| Выборы в Европарламент 2014 года | 7,4 %                       | 7                         | 750 (от Германии — 96) |
| Выборы в бундестаг 2017 года     | 9,2 %                       | 69                        | 709                    |
| Выборы в Европарламент 2019 года | 5,5%                        | 5                         | 750 (от Германии — 96) |
| Выборы в бундестаг 2021 года     | 4,9%                        | 39                        | 736                    |
|                                  |                             |                           |                        |

| Поддержка партии на федеральных выборах 2017 года по землям: пропорциональное голосование |
| ----------------------------------------------------------------------------------------- |
|                                                                                           |

На выборах в бундестаг 2013 года партия набрала 8,6 % голосов, получив 64 депутатских мандата. На выборах в Европарламент 2014 года партия набрала 7,40 % голосов, получив 7 мест из 96 отведённых Германии.

### Выборы земельных ландтагов
| Год выборов                                                                | Место партии | Процент голосов избирателей | Число прошедших депутатов | Общее число депутатов |
| Выборы в ландтаг земли Баден-Вюртемберг, 2016 год                          | 6            | 2,9 %                       |                           |                       |
| Выборы в ландтаг Свободного государства Бавария, 2013 год                  | 6            | 2,1 %                       |                           |                       |
| Выборы в городской совет Берлина, 2016 год                                 | 3            | 15,6 %                      | 27                        | 160                   |
| Выборы в ландтаг земли Бранденбург, 2014 год                               | 3            | 18,6 %                      | 17                        | 88                    |
| Выборы в городской совет Бремена, 2015 год                                 | 4            | 9,5 %                       | 8                         | 83                    |
| Выборы в парламент Гамбурга, 2015 год                                      | 4            | 8,5 %                       | 11                        | 121                   |
| Выборы в ландтаг федеральной земли Гессен, 2013 год                        | 5            | 5,2 %                       | 6                         | 110                   |
| Выборы в ландтаг земли Нижняя Саксония, 2013 год                           | 6            | 3,1 %                       |                           |                       |
| Выборы в ландтаг федеральной земли Мекленбург-Передняя Померания, 2016 год | 4            | 13,2 %                      | 11                        | 71                    |
| Выборы в ландтаг земли Северный Рейн-Вестфалия, 2017 год                   | 6            | 4,9 %                       |                           |                       |
| Выборы в ландтаг земли Рейнланд-Пфальц, 2016 год                           | 6            | 2,8 %                       |                           |                       |
| Выборы в ландтаг федеральной земли Саар, 2017 год                          | 3            | 12,9 %                      | 7                         | 51                    |
| Выборы в ландтаг Свободного государства Саксония, 2014 год                 | 2            | 18,9 %                      | 27                        | 126                   |
| Выборы в ландтаг земли Саксония-Анхальт, 2016 год                          | 3            | 16,3 %                      | 17                        | 87                    |
| Выборы в ландтаг Свободного государства Тюрингия, 2014 год                 | 2            | 28,2 %                      | 28                        | 91                    |
| Выборы в ландтаг земли Шлезвиг-Гольштейн, 2017 год                         | 6            | 3,8 %                       |                           |                       |

## Известные члены
- Вагенкнехт, Сара (2007—2023)
- Гизи, Грегор
- Дагделен, Севим (2007—2023)